# Cozyptila thaleri
Cozyptila thaleri là một loài nhện trong họ Thomisidae.
Loài này thuộc chi Cozyptila. Cozyptila thaleri được Yuri M. Marusik & Kovblyuk miêu tả năm 2005.